# Quiéreme siempre
Quiéreme siempre es una telenovela mexicana dirigida por Alfredo Saldaña y  producida por el señor telenovela Ernesto Alonso para la cadena Televisa, se emitió por El Canal de las Estrellas entre los años 1981 y 1982. 
Fue protagonizada por Jacqueline Andere y Juan Luis Galiardo, las participaciones antagónicas de Úrsula Prats, Nubia Martí, Víctor Junco y Liza Willert, las actuaciones estelares de Eduardo Yáñez, Victoria Ruffo, Carlos Riquelme, Gabriela Ruffo, y los primeros actores Rosa Gloria Chagoyán, Antonio Medellín, Héctor Gómez y Jorge Vargas.

## Argumento
Ana María (Jacqueline Andere), es una joven que vive en un pequeño pueblo al lado de su tía Gudelia (Liza Willert), que la humilla y la trata como una arrimada. La consentida de su tía es su prima Isabel (Nubia Martí), hija de Gudelia y quien estudia en la capital. Isabel es egoísta y envidiosa, vive una vida de fiestas y libertinaje en la capital y cuando va al pueblo se hace la sufrida y la estudiosa. En la capital también vive Alberto (Juan Luis Galiardo) un muchacho rico pero que se lleva muy mal con su padre, el millonario Felipe (Víctor Junco). El mejor amigo de Alberto es Guillermo (Jorge Vargas), que tiene que ir a provincia por trabajo. Guillermo llega al pueblo donde vive Ana María, él se va a encargar de remodelar la escuela donde ella es maestra, allí ambos se conocen y se atraen, pero Isabel, que también ha llegado al pueblo, se interesa en Guillermo y le miente diciéndole que Ana María esconde un terrible secreto, que es alcohólica. Guillermo se decepciona, pero el secreto que oculta Ana Maria es que su padre Ramón (Carlos Riquelme), está en prisión, no sabe que él ha salido de la cárcel y busca trabajo para poder ofrecer un hogar digno a su hija. Ramón consigue trabajo con Don Felipe, este hombre rico vive atormentado ya que duda que Alberto sea su hijo, cree que su esposa le fue infiel y que ese muchacho es un bastardo. Ramón busca a Ana María y ella deja el pueblo por unos días para ir a la capital con su padre, allí visita la mansión de Don Felipe, donde conoce a Alberto y surge una gran atracción entre ambos. En el pueblo, su tía y su prima intrigan con el cacique del lugar, un hombre que desea casarse con Ana María. Cuando ella vuelve, le tienden una trampa y haciéndole creer que su tía está muy grave en otro pueblo, logran que se vaya sola con el cacique, lo que origina chismes en el pueblo y todos la tachan de ser una cualquiera, la golpean las mujeres del pueblo y es despedida de la escuela, por lo que decepcionada se va a vivir con su padre a la capital. Allí vuelve a ver a Alberto, que aparenta indiferencia y le da celos con Giuliana (Úrsula Prats) una joven rica y caprichosa con la que sale de vez en cuando. Poco a poco Ana María y Alberto se van enamorando. Cuando Guillermo regresa a la ciudad, Alberto le cuenta emocionado de su novia Ana María, Guillermo no sabe que es la misma mujer de la que él se enamoró en el pueblo. Alberto presenta a Guillermo con Ana María y éste se sorprende, pero finge no conocerla. A solas con Guillermo, la muchacha le dice que ama a Alberto y el joven le dice que el los apoyará. Alberto rompe con Giuliana y Don Felipe se enfurece, ya que él la eligió para su hijo. Ana María y Alberto viven su amor a escondidas de Don Felipe. Isabel llega a la capital y se presenta en casa de Guillermo haciéndose la mártir y diciendo que su madre la corrió de su casa. Guillermo se compadece y le ofrece hospedaje en su hogar. Isabel y Ana María se encuentran y se muestran frías una con la otra. Don Felipe sospecha del amor de Alberto y Ana María, así que decide enviar a la chica a Monterrey con Guillermo por razones de trabajo, pero Ana María se niega y dice que prefiere buscar otro empleo. Felipe encara a su hijo delante de Ana María y le exige que le diga si ella es la joven por la que dejó a Giuliana, Alberto temeroso de su padre, niega tener una relación con Ana María, lo que entristece a la chica, que rompe con él. Isabel intriga para ganarse la confianza de Don Felipe y para lograrlo, desenmascara a Ramón como un ex presidiario. Felipe enfurecido corre a Ramón, quien sufre un ataque de asma y muere en la propia casa de Don Felipe. Ana María llora desesperada la muerte de su padre e Isabel aprovecha para fingirse comprensiva y apoyarla, aunque en el fondo la odia. Alberto regresa y Ana María lo rechaza, lo culpa de la muerte de su padre ya que Felipe le dijo que fue Alberto el que le descubrió el pasado de Ramón, después se arrepiente y lo busca, pero le dicen que Alberto fue al aeropuerto a recibir a Giuliana que llega de un viaje a Italia. Alberto desea a Giuliana, pero ama a Ana María y la busca, le jura que él no acusó a Ramón y que lo puede aclarar delante de su padre. Van a casa de Felipe, pero al llegar lo encuentran con Guillermo y Giuliana, no pueden aclarar las cosas y Ana María se va molesta. Guillermo besa a Ana María, pero ella lo rechaza, sabe que su prima lo ama y no quiere hacerle daño a Isabel. La casera de Ana María le platica de una amiga que vive en un rincón de provincia, esa mujer es Emma (Nerina Ferrer), la madre de Alberto, que fue alejada de su hijo por los celos de su marido Felipe, su hijo la cree muerta. Ana María viaja al pueblo y Alberto la busca, le ofrece casarse de inmediato y se celebra la boda civil en el pueblo, los dos llegan a la capital y se presentan ante Don Felipe diciéndole que se han casado. Felipe finge aceptarlos, pero en el fondo odia a Ana María y decide separarla de su hijo. Isabel se une a Felipe para separarlos a cambio de que este la ayude a conquistar a Guillermo. Felipe logra que Guillermo se mude a su casa, lo que inquieta a Alberto que sabe que su amigo ama a Ana María. Felipe logra que Alberto viaje a Monterrey y Ana María se quede. Una mujer, pagada por Isabel, se presenta ante Ana María y le miente diciéndole que tiene un hijo de Alberto. Ana María queda tan desolada que se apoya en Guillermo, ocasionando chismes entre la servidumbre. Felipe logra con mentiras que Ana María y Guillermo vayan en plena noche a buscarlo de cabaret en cabaret, mientras él se ríe de ellos. Alberto llega esa noche de viaje y cree lo peor de su esposa y su amigo, se pelea con ellos y los rechaza. Felipe finge apoyar a Ana María y le ofrece que viaje a provincia mientras Alberto se calma y para presionarlo, le pide deje firmada una demanda de divorcio, la chica acepta sin saber que todo es una trampa. Ana María llega al pueblo donde vive Emma, la madre de Alberto. En México, Guillermo decide casarse con Isabel sólo para darle a Alberto la certeza de que no hay nada entre él y Ana María. La boda se celebra, pero eso no arregla las cosas entre Alberto y Ana María, Don Felipe ya tramitó el divorcio de ambos. Ana María descubre que espera un hijo, al saberlo Felipe enfurece y hace creer a Alberto que la joven está embarazada de Guillermo. Ana María conoce a Emma y simpatiza con ella, Emma le confiesa que la separaron de su hijo desde que era un bebé. Alberto dolido por el supuesto engaño de Ana María decide casarse con Giuliana ahora que ya está divorciado. Isabel también espera un hijo de Guillermo, aunque no es feliz porque sabe que él no la ama. La boda de Giuliana y Alberto se celebra a la vez que Ana María se pone muy grave por su embarazo. Moribunda llama a Don Felipe, éste envía a Isabel. Ana María que se siente morir le da su hija a Isabel diciéndole que la lleve con su abuelo Felipe para que la cuide. Isabel lleva a la niña a México y cuando Alberto y Giuliana la conocen se encariñan con ella, les hacen creer que es huérfana y Giuliana insiste en adoptarla, Felipe se niega. Cuando Alberto y Giuliana se van a vivir a Italia, Isabel los alcanza en el aeropuerto para darles a la niña y después le dice a Felipe que la abandonó en un orfanatorio. En tanto Ana María logra recuperarse e inmediatamente parte para México en busca de su hija. Felipe se desenmascara con ella, se muestra frío, duro y le dice que Isabel nunca le llevó a la niña. Ana María exige a su hija, pero él le dice que ignora donde viven Isabel y Guillermo. Felipe habla a Italia con su hijo y le hace creer que Ana María ha muerto, lo que lo pone triste y lo hace refugiarse en Giuliana. Ana María nunca logra localizar a su hija, viaja al extranjero buscándola sin conseguirlo. Ahí conoce al maestro Liberman (Héctor Gómez), un famoso compositor que es mucho mayor que ella. El músico se enamora de Ana María y le propone matrimonio, ella acepta porque lo estima y desea tener un apoyo, se casan y así pasan 18 años. Felipe muere solo y viejo sin haber vuelto a ver a su hijo. Alberto y Giuliana han criado a la hija de Ana María, que ya es toda una señorita, además tuvieron una hija propia, las chicas son Julia (Victoria Ruffo) y Evelina (Gabriela Ruffo). ¿Cuál de las dos será la hija de Ana María? Los cuatro viven en Italia, pero vuelven a México tras la muerte de Felipe. En tanto Isabel vive peleando con Guillermo, es una madre posesiva y obsesionada con su hijo Fernando (Servando Manzetti). Isabel deja a Guillermo y se va con su hijo a la capital. Giuliana se entera de que el gran maestro Liberman llega a México, lo admira y decide visitarlo, se lleva una gran sorpresa al descubrir que su esposa es Ana María. Alberto se emociona al saber que Ana María vive. Ana María sigue siendo amiga de Emma, que le ha confesado que Alberto es hijo suyo. Ana María decide contactar a Alberto para decirle la verdad, pero finalmente quien llega a la cita es Emma, para decirle que Ana María debió salir de viaje al Puerto de Manzanillo porque su esposo está mal de salud, la mujer no se atreve a confesarle quien es ella realmente. En una cafetería Alberto y sus dos hijas conocen a un muchacho llamado Carlos (Eduardo Yáñez) quien riñe con Alberto y en venganza decide cortejar a escondidas a Julia. La muchacha se empieza a enamorar de él. Alberto viaja a Manzanillo y en la playa se reencuentra con Ana María, se aclara todo, que Ana María nunca lo engañó y como Don Felipe intrigó para separarlos, pero deciden separarse ya que cada quien tiene su vida hecha. Giuliana y sus hijas alcanzan a Alberto en el puerto, también están en Manzanillo Isabel y su hijo. Evelina ha conocido a Fernando, el hijo de Isabel y Guillermo y se ha enamorado de éste. Alberto se reencuentra con Isabel y le suplica que no le diga a Ana María que una de sus dos hijas es hija de ella. Ana María también se reencuentra con Isabel y le exige saber de su hija, pero ella le dice que la niña murió. El profesor Liberman habla con Alberto y le confiesa que aunque Ana María es su esposa, su relación ha sido sólo como de padre e hija. Isabel y Giuliana se oponen terminantemente al romance de Evelina y Fernando. En su celo exagerado Isabel intenta suicidarse ahogándose en el mar, es rescatada, pero crea un complejo de culpa en Fernando. Ema se hace amiga de Julia y Evelina sin decirles que es su abuela, en cambio Julia siente odio hacía Ana María, inculcado por Giuliana. Liberman se ofrece a dar clases de música a Julia y Evelina, lo que satisface a Giuliana que lo admira tanto. Todos regresan a México. Guillermo ofrece a Isabel volver con ella si deja a Fernando vivir solo, ella acepta. Julia muestra más talento en las clases de música lo que origina los celos de Evelina, que siente que Julia es la consentida de sus padres. Ana María sospecha que Isabel entregó su hija a Alberto y Giuliana. Al notar la preferencia de Giuliana hacía Julia supone que Evelina es su hija, le pregunta a Alberto pero él le dice que las chicas son mellizas y son hijas de Giuliana. Carlos que solo quería burlarse de Julia se ha enamorado de ella, para probarlo se disculpa con Alberto por el pleito que tuvieron. Isabel desesperada por su hijo deja una vez más a Guillermo y se presenta en el departamento de Fernando, se enfurece al saber que el sigue viendo a Evelina. Isabel amenaza a Giuliana con confesar quien no es su hija si no separa a Fernando y Evelina. Isabel se muestra tan desquiciada que Guillermo piensa en la posibilidad de internarla en un psiquiátrico. Ana María le exige a Giuliana que le diga cuál de las dos muchachas no es su hija, pero ella se niega a hablar. Ana María le dice que sabe quien es la madre de su hija adoptada y eso aterra a Giuliana que ignora que Ana María es esa madre angustiada. Desesperada Giuliana le suplica que no indague más, ya que las dos son como sus hijas. Ana María sigue investigando y en su expediente del parto descubre que su hija tiene un tipo de sangre muy raro, consigue unas muestras de ambas chicas pero se desilusiona cuando los análisis revelan que las dos tienen el mismo tipo sanguíneo. Isabel confiesa a Giuliana que la niña que le regaló es hija de Ana María, lo que enfurece a Giuliana porque Alberto nunca se lo confesó. Liberan tiene un hijo a quien no ve desde niño, el muchacho, llamado Andrés (Fortino Salazar), se presenta en su casa y lo reciben felices sin sospechar que es un impostor, pagado por Gastón (Guillermo Aguilar), un ambicioso pariente de Liberman que desea quedarse con su fortuna. La relación entre Alberto y Giuliana se vuelve tensa por lo del secreto de la hija de Ana María. Isabel, para separar a Fernando y Evelina, le dice a Ana María que Evelina es su hija, que se la lleve lejos. Ana María está feliz, pero Liberman le dice que no se fíe de Isabel, porque ésta la detesta. Ana María busca de nuevo a Giuliana y ésta le dice que la niña que le entregó Isabel murió en Italia y que Julia y Evelina son sus hijas. Ana María le confiesa a Alberto que Ema es su madre y como Don Felipe la alejó de él, éste duda, cree que Ema puede ser una chantajista. Emma lo busca y lo abraza llorando, pero él se muestra reservado. Isabel le dice a Evelina que Ana María es su madre, lo que sume en la confusión a la muchacha. Liberman sufre un derrame cerebral y Ana María se dedica a cuidarlo. Isabel finge tener un accidente para chantajear a su hijo y eso molesta a Guillermo que le exige el divorcio. Alberto se opone al amor de Julia Y Carlos por considerarlo rebelde y vago. Carlos se accidenta y se fractura un brazo. Julia lo va a ver al hospital y Alberto la regaña, pero Ana María, que es madrina de Carlos apoya el amor de los jóvenes. El doctor Alejandro (Antonio Medellín) es quien atiende a Liberman y se muestra interesado en Ana María. Alberto dice a Giuliana que Emma es su madre, pero ella se niega a verla, la odia por ser amiga de Ana María. Liberman no puede hablar y se desespera porque ha descubierto que Andrés es un impostor y que él y Gastón quieren despojar a Ana María de todos sus bienes. Liberman  muere, Gastón y Andrés dejan en la ruina a Ana María. Giuliana se muestra fría con Julia y la chica supone que es porque no quiere dejar a Carlos. Decididos a todo, Carlos y Julia huyen juntos. Evelina busca a Ana María para que los encuentre. Ana María y el doctor Alejandro van al hotel donde están Julia y Carlos, convencen a la chica de volver a su casa, pero en eso se escuchan las voces de Alberto y Giuliana que vienen por el pasillo. Julia y Carlos se ocultan en el baño, Alberto y Giuliana encuentran en la habitación a Ana María y Alejandro, Giuliana se burla y le dice a Alberto que son amantes, pero él le confiesa a gritos que sigue amando a Ana María. Giuliana se va furiosa y exigiendo el divorcio. Julia insulta a Ana María por creerla amante de su padre. Julia le dice a Alberto como Ana María la ayudó y eso refuerza el amor de él. Evelina decide irse a vivir con Ana María, ya que ella es su madre, pero Giuliana la hace regresar. Ana María se pone muy mal y Alejandro la opera y logra salvarla. Giuliana quiere dejar a Alberto en la ruina por despecho, Julia lo descubre y se apena. Giuliana cada día la trata peor. Ana María le pide a Alberto que ya no la busque más, éste sufre una crisis nerviosa y Giuliana se burla. Fernando es atropellado cuando sale desesperado a la calle a buscar a su madre, que le ha mentido diciéndole que tiene un grave problema, lo que pone como loca a Isabel, el chico está muy grave y Evelina lo cuida con esmero. Isabel se arrepiente y se muestra dulce con Evelina al ver como ama a su hijo. Giuliana pelea con Julia y le confiesa la gran verdad que ha ocultado, ella es hija de Ana María y no suya. Julia se pone muy mal y se va de la casa, Carlos la lleva a casa de Emma. Giuliana cínicamente pide a su amiga Ivette (Rosa Gloria Chagoyán), que seduzca a su marido para alejarlo de Ana María. Alberto busca a Julia y se enfrenta a Carlos, pero terminan haciendo las paces. Fernando sigue en coma lo que tiene muy mal a Isabel. Ana María se entera por fin que Julia es su verdadera hija y se reúnen dichosas. Fernando se recupera y eso hace feliz a su madre. Isabel llora arrepentida y le pide perdón a su hijo y a Evelina. Alejandro corteja a Ana María, lo que enfurece a Alberto, que se va Australia con Giuliana, pero cuando ambos regresan el avión se estrella y no hay sobrevivientes. Ana María, Julia y Evelina se consuelan juntas, hay ahora un gran lazo de amor entre ellas. De repente Alberto aparece, les dice que antes de tomar el vuelo peleó con Giuliana y ella viajó sola, después el tomó otro avión. Ana María lo abraza feliz, se besan y sonríen dispuestos a iniciar una vida juntos, ahora si podrán decirse el uno al otro QUIEREME SIEMPRE. FIN.

## Elenco
- Jacqueline Andere - Ana María Ponce de León
- Juan Luis Galiardo - Alberto
- Jorge Vargas - Guillermo
- Úrsula Prats - Giuliana Murat
- Nubia Martí - Isabel
- Nerina Ferrer - Emma
- Victoria Ruffo - Julia
- Gabriela Ruffo - Evelina
- Héctor Gómez - Maestro Liberman
- Servando Manzetti - Fernando
- Eduardo Yáñez - Carlos
- Antonio Medellín - Doctor Alejandro
- Liza Willert - Gudelia
- Fortino Salazar - Andrés
- Guillermo Aguilar - Gastón
- Rosa Gloria Chagoyán - Ivette
- Víctor Junco - Don Felipe
- Carlos Riquelme - Don Ramón
- Josefina Escobedo - Doña Luz
- Anita Blanch
- Patricia Montero
- Agustín Sauret
- Enrique del Castillo
- Rosita Bouchot
- Martín Lasalle

## Equipo de producción
- Escritora: Marissa Garrido
- Director: Alfredo Saldaña
- Productor: Ernesto Alonso
- Tema Musical: Fernando Riba